# Tecla Insolia
Tecla Marianna Insolia (Varese, 13 de enero de 2004) es una cantautora y actriz italiana.

## Biografía

### Primeros años
Nacida en Varese de padres sicilianos, de padre floridia y de madre solarino (ambos municipios de la provincia de Siracusa), creció en Piombino (en la provincia de Livorno) donde, con tan solo cinco años, comenzó su formación musical en la Academia Woodstock, bajo la guía del profesor Gianni Nepi. A la edad de diez años comenzó a participar en las actividades de la asociación artística fundada por Gianna Martorella.
Participó en varios eventos entre ellos el Festival Castrocaro en el coro "Baby Voice" dirigido por Sabrina Ceccarelli y en programas de televisión como Pequeños gigantes, en el que, en 2016, obtuvo el tercer lugar.

### Victoria en Sanremo Young y participación en el Festival de San Remo 2020
En 2019 ganó el concurso de canto Sanremo Young, adquiriendo así el derecho a participar en el Festival de San Remo 2020 en la categoría Nuevas Propuestas donde quedó en segundo lugar con la canción 8 marzo y ganó el Premio Enzo Jannacci, este último otorgado a ella "por haber contado la historia del papel de las mujeres a menudo insertadas dramáticamente en contextos sociales difíciles".
En 2018 consiguió un pequeño papel en la ficción L'allieva y desde 2020 actúa en la serie de televisión Vite in fuga. En 2021, fue elegida como una adolescente en la película para televisión sobre la cantante titulada La bambina che non voleva cantare.
El 22 de julio de 2021 se lanzó el sencillo Ti amo ma, en colaboración con el rapero Alfa. Ambos volverán a colaborar el 17 de diciembre en el single Faccio un casino.
En 2022 fue la protagonista de la serie de televisión Rai 5 minuti prima dirigida por Duccio Chiarini. En marzo del mismo año se lanzó el sencillo Oro, escrito en colaboración con Noemi.

## Discografía

### Sencillos
- 2020 – 8 marzo
- 2021 – L'urlo di Munch
- 2021 – Ti amo ma (feat. Alfa)
- 2021 – Faccio un casino (feat. Alfa)
- 2022 – Oro
- 2022 – Griderò il tuo nome

## Filmografía

### Cine
- Addio al nubilato, dirigido por Francesco Apolloni (2021)
- Familia, dirigido por Francesco Costabile (2024)
- L'albero, dirigido por Sara Petraglia (2024)

### Televisión
- L'allieva 2, dirigido por Fabrizio Costa – serie de TV (2018)
- Vite in fuga, dirigido por Luca Ribuoli – serie de TV (2020)
- La bambina che non voleva cantare, dirigido por Costanza Quatriglio – película de televisión (2021)
- Tutta colpa della fata Morgana, dirigido por Matteo Oleotto – película de televisión (2021)
- 5 minuti prima, dirigido por Duccio Chiarini – serie de TV (2022)
- Sempre al tuo fianco, dirigido por Marco Pontecorvo y Gianluca Mazzella – serie de TV (2024)
- L'arte della gioia, regia di Valeria Golino y Nicolangelo Gelormini – miniserie de TV (2024)

## Programas de televisión
- Pequeños gigantes 1 (Canale 5, 2016) - concursante

## Participación en eventos de canto
- Festival de San Remo (Rai 1)
  - 2020 – 2º puesto en la sección "Nuevas Propuestas" con 8 marzo
- Sanremo Young (Rai 1)
  - 2019 – 1º puesto con 8 marzo

## Premios y reconocimientos
- Festival de San Remo
  - 2020 – Premio de la Sala de Prensa "Lucio Dalla" del 8 de marzo
  - 2020 – Premio a la Mejor interpretación "Enzo Jannacci" por 8 marzo
- Sanremo Young
  - 2019 – Primer lugar con 8 marzo